# Dancing Lasha Tumbai
Dancing Lasha Tumbai è un singolo del cantante ucraino Vjerka Serdjučka, pubblicato nel marzo 2007 come primo estratto dalla terza raccolta Dancing Europe.
È stato presentato all'Eurovision Song Contest 2007, dove è arrivato secondo.

## Classifiche

### Classifiche settimanali
| Classifica (2007) | Posizione massima |
| ----------------- | ----------------- |
| Austria           | 49                |
| Belgio (Fiandre)  | 64                |
| Finlandia         | 2                 |
| Francia           | 6                 |
| Germania          | 74                |
| Irlanda           | 31                |
| Regno Unito       | 28                |
| Svezia            | 6                 |
| Svizzera          | 53                |
| Ucraina           | 26                |

### Classifiche di fine anno
| Classifica (2007) | Posizione |
| ----------------- | --------- |
| Ucraina           | 188       |